# St Mawes Castle

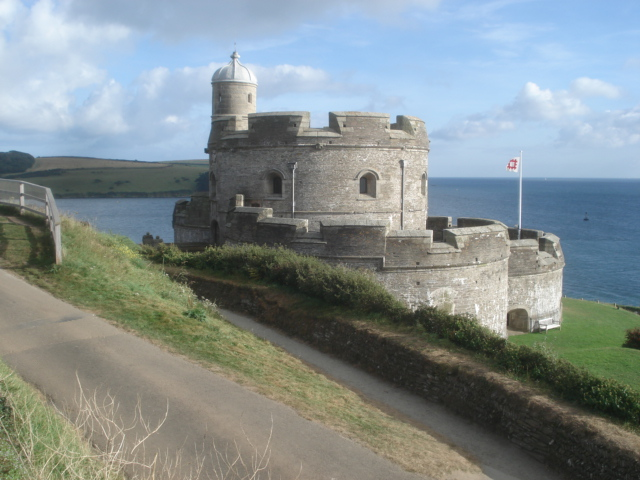
St Mawes Castle

St Mawes Castle (Kornisch: Kastel Lannvowsedh) und ihre größere Schwesterburg Pendennis Castle wurden auf Geheiß Heinrichs VIII. als Teil einer Kette von Festungen an der Südküste der englischen Grafschaft Cornwall gebaut. Diese Kette von Küstenfestungen heißt auch Henrician Castles. St Mawes Castle wurde von 1540 bis 1545 auf halber Höhe des Hanges am Ostufer des Ästuars des River Fal erbaut, um die Carrick Roads, eine große Bucht bei Falmouth vor Angriffen feindlicher Truppen zu schützen.

## Geschichte
St Mawes Castle ist ein Device Fort, das 1540–1545 als Teil der von Heinrich VIII. angeordneten Befestigung der englischen Südküste entstand. Zusammen mit ihrer Schwesterburg Pendennis Castle schützte St Mawes Castle die Einfahrt in die Carrick Roads, eine der größten natürlichen Buchten im Lande. Die Burg entstand gleich oberhalb einer früheren Befestigung vom Ende der 1530er-Jahre. Die Bauarbeiten wurden von Thomas Treffry überwacht, der auch für den Bau von Pendennis Castle etwa zur selben Zeit zuständig war. St Mawes Castle wurde mit einem zentralen Turm ausgestattet, der über drei riesigen, kreisrunden Bastionen in Kleeblattanordnung steht, die große Flächen zur Installation von Geschützen bieten. Die installierten Geschütze deckten jeden Annäherungswinkel an das Ästuar ab. Die Kleeblattanordnung war ursprünglich für den Aufbau von Geschützen zum Versenken von Schiffen gedacht. Im Englischen Bürgerkrieg war St Mawes Castle von den Royalisten besetzt, war aber gegen Angriffe von Land aus nicht zu verteidigen und musste daher 1646 den parlamentaristischen Streitkräften überlassen werden. Ende des 17. Jahrhunderts wurde eine bleigedeckte Laterne auf den Treppenturm der Burg als Navigationshilfe oder Bake aufgesetzt.
Ende des 18. Jahrhunderts, während der Koalitionskriege, wurde eine niedrigere Geschützbatterie unterhalb von St Mawes Castle gebaut – sie war mit 12 Geschützen bewaffnet und mit drei Flanken gebaut. Um 1870 wurde die Geschützbatterie mit vier 64-Pfünder-Kanonen ausgestattet. 1898 wurde sie auf zwei 6-Pfünder-Schnellfeuergeschütze und ein schweres Maschinengewehr umgerüstet. Diese wurden von einem neuen unterirdischen Magazin unter der Geschützbatterie aus geladen. Die untere Geschützbatterie wurde 1903 durch eine leistungsfähigere, weiter oben eingebaute Geschützbatterie ersetzt. Im Zweiten Weltkrieg war diese Batterie Teil eines ausgedehnten Verteidigungssystems auf der Landzunge.

## Einzelnachweise

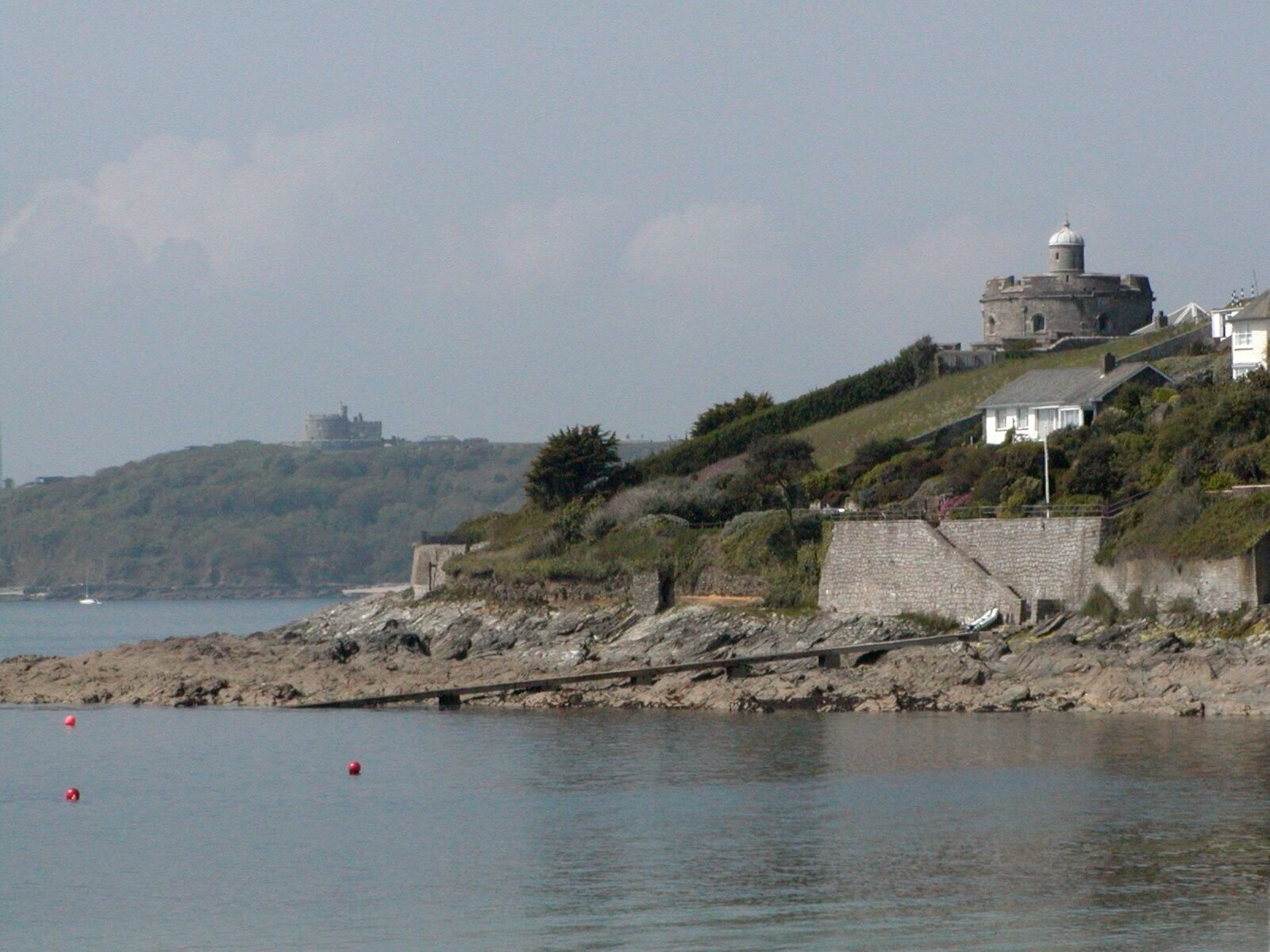
St Mawes Castle (im Vordergrund) und Pendennis Castle (im Hintergrund)